# Thương truật
Thương truật hay còn gọi xích truật (danh pháp khoa học: Atractylodes lancea) là một loài thực vật có hoa trong họ Cúc. Loài này được (Thunb.) DC. mô tả khoa học đầu tiên năm 1838.